# Partiet för miljöskydd och medbestämmande
Partiet för miljöskydd och medbestämmande var ett lokalt politiskt parti som var registrerat för val till kommunfullmäktige i Ängelholms kommun. Partiet var representerat i Ängelholms kommunfullmäktige mellan 1973 och 1988. Partiet grundades 1972 som Sveriges första lokala miljöparti, och initiativtagare var Kaj Nilsson, som sedermera blev riksdagsledamot för miljöpartiet. PMM gick med tiden upp i Miljöpartiets riksorganisation.[källa behövs]